# Центральноєвропейський літній час
| синій       | Західноєвропейський час (WET, GMT) (UTC+0) Західноєвропейський літній час (WEST, BST, IST) (UTC+1) |
| фіолетовий  | Західноєвропейський час (WET, GMT) (UTC+0)                                                         |
| червоний    | Центральноєвропейський час (CET) (UTC+1) Центральноєвропейський літній час (CEST) (UTC+2)          |
| жовтий      | Східноєвропейський час (EET) / Калінінградський час (UTC+2)                                        |
| буро-жовтий | Східноєвропейський час (EET) (UTC+2) Східноєвропейський літній час (EEST)(UTC+3)                   |
| зелений     | Далекосхідноєвропейський час (FET)/Московський час (MSK) (UTC+3)                                   |

Центральноєвропе́йський лі́тній час (англ. Central European Summer Time, CEST) — одна з назв другого годинного поясу, що діє протягом частини року в Європі. Центральноєвропейський літній час на дві години випереджає всесвітній єдиний час. Він використовується як літній час (до центральноєвропейського часу додається одна година) в більшості європейських країн.

## Історія
Центральноєвропейський час вводиться на частину року. Вперше - під час Першої світової війни, у 1916 році (у деяких країнах). Відтоді його використання змінювалося як за країнами, так і за періодами. Під час Другої світової війни у деяких країнах він діяв цілорічно.[джерело?]
Після поновлення використання літнього часу багатьма країнами Європи у 70-х роках єдиного графіка введення і скасування літнього часу не було. Проте вже тоді почалося координування дат змін часу. Так, з 1977 по 1980 рік поширеними датами були перша неділя квітня та остання неділя вересня. Причому був синхронізований і час переведення годинників - 1 година ночі за всесвітнім часом, що у зоні середньоєвропейського часу відповідало 2 годині ночі стандартного часу і третій - літнього.[джерело?]
З 1981 по 1995 роки літній час вводився останньої неділі березня, а відмінявся — останньої неділі вересня. З 1996 року дію літнього часу восени продовжено до останньої неділі жовтня . 2001 року прийнято Директиву ЄС про перехід на літній час, відповідно до якої країни-члени мали дотримуватися єдиного графіка зміни часу. Усі європейські країни, які використовують центральноєвропейський час, навіть нечлени ЄС, дотримуються такого графіка.[джерело?]

## Географія
Такі країни й території використовують центральноєвропейський літній час (у дужках показано рік першого введення (після 1970) та рік (якщо не збігається) приєднання до європейського графіка (* - приєднання восени):[джерело?]
- 1977-1980: перша неділя квітня, 02:00 CET - остання неділя вересня, 03:00 CEST;
- 1981-1995: остання неділя березня, 02:00 CET - остання неділя вересня, 03:00 CEST;
- з 1996: остання неділя березня, 02:00 CET - остання неділя жовтня, 03:00 CEST)

- Австрія (1980)
- Албанія (1974, 1984*)
- Андорра (1985)
- Бельгія (1977)
- Боснія і Герцеговина (у складі  Югославії - 1983)
- Ватикан (1966, 1980)
- Угорщина (1980)
- Німеччина (1980, також  НДР)
- Гібралтар (1982)
- Данія (метрополія) (1980)
- Іспанія (крім Канарських островів) (1974, 1978)
- Італія (1966, 1980)
- Ліхтенштейн (1981)
- Люксембург (1977)
- Північна Македонія (у складі  Югославії - 1983)
- Мальта (1966, 1981)
- Монако (1976, 1977)
- Нідерланди (метрополія) (1977)
- Норвегія (1980)
- Польща (1977, 1988)
- Сан-Марино (1966, 1980)
- Сербія (у складі  Югославії - 1983)
- Словаччина (у складі  Чехословаччини - 1979)
- Словенія (у складі  Югославії - 1983)
- Франція (метрополія) (1976, 1977)
- Хорватія (у складі  Югославії - 1983)
- Чорногорія (у складі  Югославії - 1983)
- Чехія (у складі  Чехословаччини - 1979)
- Швейцарія (1981)
- Швеція (1980)

### У минулому
Також центральноєвропейського часу дотримувалися:
- Алжир (1978, інші дати)
- Литва (1998 - 1999, єдиний графік)
- Лівія (1982 - 1989, 1997, 2013 - різні дати)
- Португалія (1993 - 1995, єдиний графік)
- Туніс (1977 - 1978, інші дати; 1988 - 1990, інші дати або час; 2005, 2006 - 2008, єдиний графік)